# Ottrott
Ottrott est une commune française, située dans la circonscription administrative du Bas-Rhin et, depuis le 1er janvier 2021, dans le territoire de la Collectivité européenne d'Alsace, en région Grand Est.
Cette commune se trouve dans la région historique et culturelle d'Alsace.
Ottrott est réputée pour son rouge d'Ottrott, un vin rouge qui se singularise dans la famille des cépages d'Alsace. La commune est connue aussi pour être l'étape habituelle des promeneurs en route vers le Champ du Feu à 20 km par la route et des marcheurs qui partent à l'ascension du mont Sainte-Odile à 4,4 km à travers la forêt.
Ses habitants sont appelés les Ottrottois (Ottrotter en alsacien).

## Géographie
Ottrott est située sur la route des vins d'Alsace, à moins de 5 km à l'ouest de la ville d'Obernai et environ 30 km au sud-ouest de Strasbourg. C'est un village touristique situé au pied de l'Elsberg (700 m) et du mont Sainte-Odile (764 m).
Le territoire de la commune est principalement occupé par la forêt (2 500 ha). Il est bordé du côté du massif des Vosges par le mont Sainte-Odile et du côté de la plaine d'Alsace par la vallée de l'Ehn.
Le hameau de Klingenthal, qui s'étire au fond du vallon de l'Ehn, est rattaché à Ottrott, pour la partie du hameau située sur la rive droite de la rivière, et de la commune de Bœrsch pour la majeure partie située sur l'autre versant.
Le territoire communal s’étend sur un dénivelé important : 230 m en bordure de plaine - 1 050 m près du Champ du Feu.

### Lieux-dits et écarts
- Ottrott-le-Haut ;
- Ottrott-le-Bas ;
- Roedel, lieu-dit du ban d'Obernai, situé à l'entrée est de la commune ;
- Eichwaeldel (littéralement petite forêt de chênes), quartier résidentiel créé en 1974 entre Ottrott-le-Haut et Klingenthal ;
- Klingenthal, annexe de la commune qui s'étire au nord-ouest dans la vallée de l'Ehn ;
- Kupferhammer, lieu-dit, situé entre Ottrott et Klingenthal ;
- Mont Sainte-Odile, annexe de la commune située à 2,5 km à vol d'oiseau et à 764 mètres d'altitude, au sud-ouest d'Ottrott-le-Haut.

### Communes limitrophes
Ottrott étant adossée au massif des Vosges, les communes à l'ouest sont des communes de montagne situées autour de 500 mètres d'altitude, alors qu'à l'est ce sont des communes de la plaine d'Alsace situées à une altitude d'environ 200 mètres. Les communes du canton de Rosheim apparaissent dans le tableau ci-dessous en gras.

### Géologie
À la limite des communes d’Ottrott et de Saint-Nabor se situent les carrières d'Ottrott-Saint-Nabor dont on extrayait les roches pyroclastiques (porphyre).
Entre les granites du Champ du Feu, on rencontre une « bande médiane » constituée de formations volcaniques rapportées au Dévonien. Dans la carrière de la Katzmatt affleurent des tufs à lapilli et des laves sombres de type andésitique, carrière située dans le vallon du ruisseau de la Magel.

### Hydrographie
La commune est dans le bassin versant du Rhin au sein du bassin Rhin-Meuse. Elle est drainée par le ruisseau l'Ehn, le ruisseau la Magel, le ruisseau Dimpfelbach, le ruisseau Eisenbach, le ruisseau Fullochbach, le ruisseau Kalterbach, le ruisseau la Petite Magel et le ruisseau Moosbach,.
L'Ehn, d'une longueur de 36 km, prend sa source dans la commune  et se jette  dans l'Ill à Geispolsheim, après avoir traversé dix communes. 

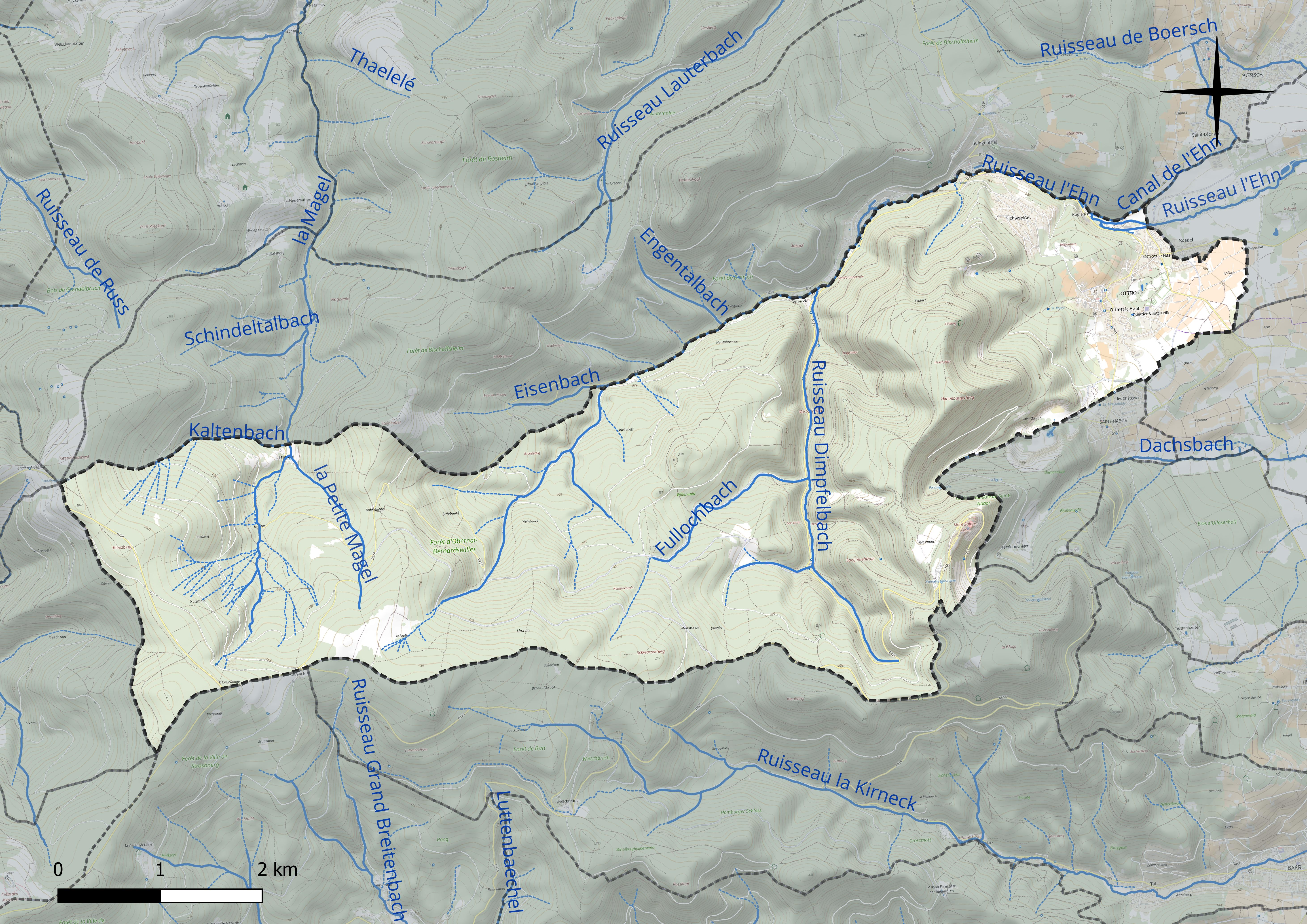
Réseau hydrographique d'Ottrott.

La Magel, d'une longueur de 17 km, prend sa source dans la commune  et se jette  dans la Bruche à Heiligenberg, après avoir traversé sept communes. 

### Climat
Pour des articles plus généraux, voir Climat du Grand Est et Climat du Bas-Rhin.
En 2010, le climat de la commune est de type climat des marges montargnardes, selon une étude du Centre national de la recherche scientifique s'appuyant sur une série de données couvrant la période 1971-2000. En 2020, Météo-France publie une typologie des climats de la France métropolitaine dans laquelle la commune est exposée à un climat semi-continental et est dans la région climatique  Vosges, caractérisée par une pluviométrie très élevée (1 500 à 2 000 mm/an) en toutes saisons et un hiver rude (moins de 1 °C). 
Pour la période 1971-2000, la température annuelle moyenne est de 10,1 °C, avec une amplitude thermique annuelle de 17,4 °C. Le cumul annuel moyen de précipitations est de 783 mm, avec 10 jours de précipitations en janvier et 11 jours en juillet. Pour la période 1991-2020, la température moyenne annuelle observée sur la station météorologique de Météo-France la plus proche, « Le Hohwald_sapc », sur la commune du Hohwald à 9 km à vol d'oiseau, est de 8,8 °C et le cumul annuel moyen de précipitations est de 1 129,1 mm. 
La température maximale relevée sur cette station est de 35,6 °C, atteinte le 25 juillet 2019 ; la température minimale est de −20,5 °C, atteinte le 7 février 1991,,. 
Les paramètres climatiques de la commune ont été estimés pour le milieu du siècle (2041-2070) selon différents scénarios d'émission de gaz à effet de serre à partir des nouvelles projections climatiques de référence DRIAS-2020. Ils sont consultables sur un site dédié publié par Météo-France en novembre 2022.

## Urbanisme

### Typologie
Au 1er janvier 2024, Ottrott est catégorisée bourg rural, selon la nouvelle grille communale de densité à sept niveaux définie par l'Insee en 2022.
Elle appartient à l'unité urbaine de Bœrsch, une agglomération intra-départementale regroupant trois  communes, dont elle est une commune de la banlieue,,. Par ailleurs la commune fait partie de l'aire d'attraction de Strasbourg (partie française), dont elle est une commune de la couronne,. Cette aire, qui regroupe 268 communes, est catégorisée dans les aires de 700 000 habitants ou plus (hors Paris),.

### Occupation des sols
L'occupation des sols de la commune, telle qu'elle ressort de la base de données européenne d’occupation biophysique des sols Corine Land Cover (CLC), est marquée par l'importance des forêts et milieux semi-naturels (91,9 % en 2018), une proportion sensiblement équivalente à celle de 1990 (92,2 %). La répartition détaillée en 2018 est la suivante :  forêts (91 %), zones urbanisées (3,6 %), cultures permanentes (2,6 %), prairies (1,2 %), milieux à végétation arbustive et/ou herbacée (1 %), mines, décharges et chantiers (0,6 %). L'évolution de l’occupation des sols de la commune et de ses infrastructures peut être observée sur les différentes représentations cartographiques du territoire : la carte de Cassini (XVIIIe siècle), la carte d'état-major (1820-1866) et les cartes ou photos aériennes de l'IGN pour la période actuelle (1950 à aujourd'hui).

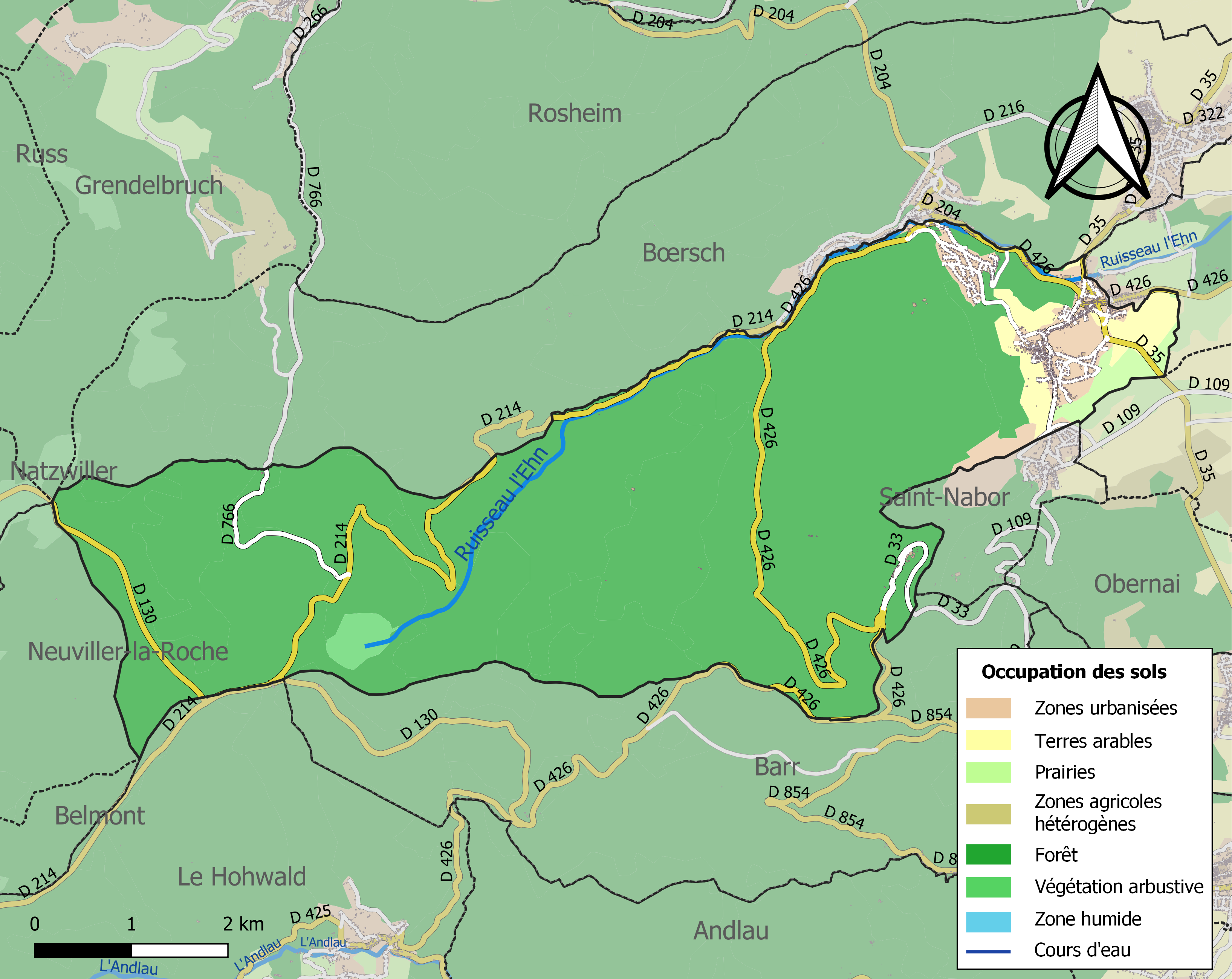
Carte des infrastructures et de l'occupation des sols de la commune en 2018 (CLC).

## Toponymie

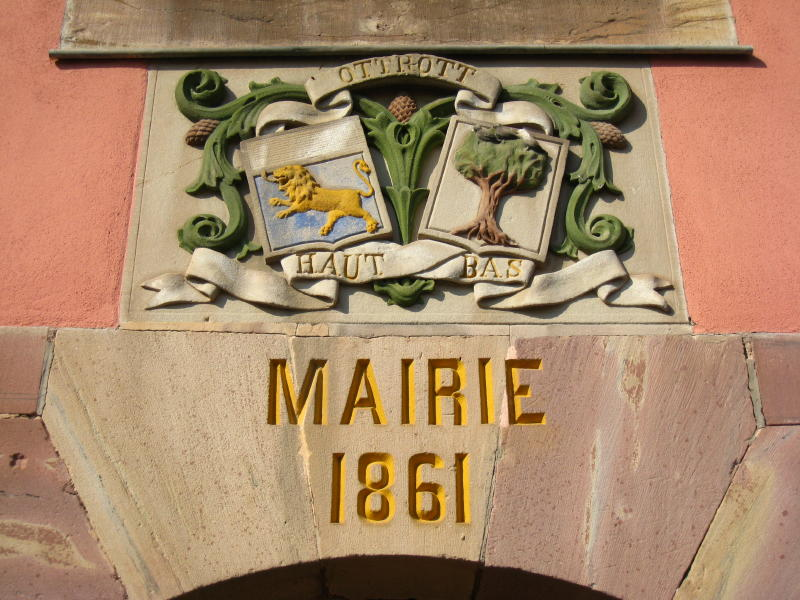
Détails de la façade de la mairie.

La première mention écrite date d'un document de l'an 1059, rédigé en latin, à la suite de l'ordonnance du roi Heinrich IV (roi et empereur germanique) envers l'évêque Hezel de Strasbourg, qui cite la « villa Otonis, quae dicitur Ottenroden ». Il semble donc qu'un certain chevalier Oton ou Otton s'était installé dans cette contrée alors sauvage et recouverte de forêts (« Rode » en langage haut allemand). D'autres[Lesquels ?] estiment que ce nom vient de Ot-Trott (cave ou cellier d'Oton). Selon une autre hypothèse[réf. nécessaire], Ottenroden signifierait « auf der roten Erde » (sur la terre rouge).
Niederottrott (1793), Ottrott-le-Bas (1801).

## Histoire
Ottrott est née en 1858 de la fusion de deux anciennes communes : Ottrott-le-Bas et Ottrott-le-Haut. En souvenir de cet évènement, la mairie, construite en 1861, porte sur sa façade les armoiries des deux communes primitives. Le premier conseil municipal est élu le 26 septembre 1858, et le premier maire de la nouvelle commune est Théodore de Dartein.

### Héraldique
| Blason de Ottrott | Blason  | Parti : au premier d'argent au lion de gueules, au chef d'or, au second d'argent à l'arbre de sinople sommé de trois oiseaux de sable. |
| Blason de Ottrott | Détails | Les armoiries actuelles symbolisent la réunion des armes d'Ottrott-le-Bas et d'Ottrott-le-Haut qui fusionnèrent en mai 1858.           |

## Tourisme
Ottrott est située sur la route des vins d'Alsace entre Obernai et Heiligenstein mais aussi sur le chemin de Saint-Jacques de Compostelle entre Bœrsch et le mont Sainte-Odile.
Ottrott est le point de départ de nombreux itinéraires pédestres balisés par le Club Vosgien vers le massif des Vosges avec parmi d'autres le sentier des chasseurs, le sentier des pèlerins et le sentier des merveilles.
Ottrott donne un aperçu de l'architecture alsacienne, de ses maisons à pans de bois, de son riche artisanat et de la gastronomie locale.

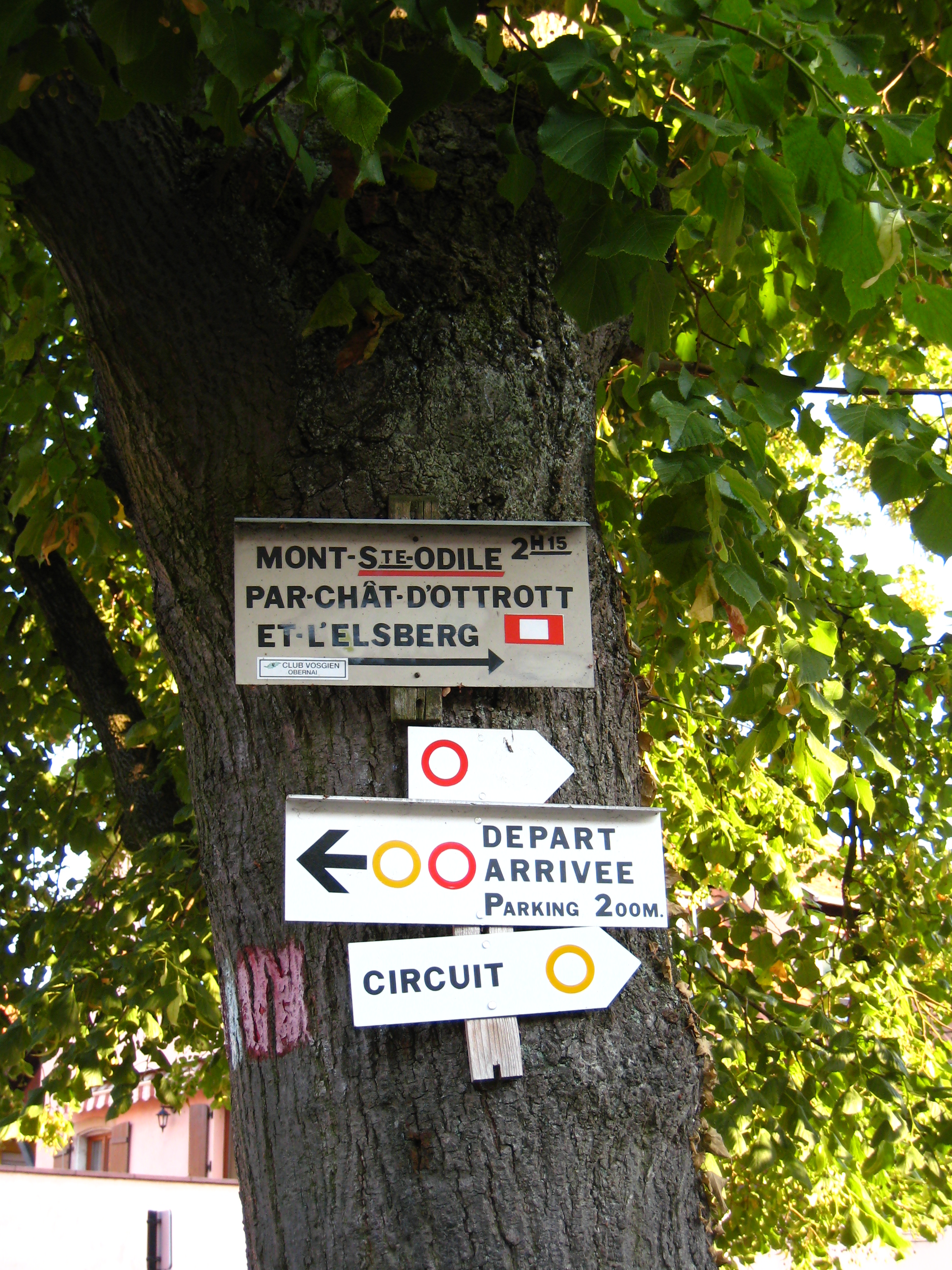
Le Club Vosgien vous guide dès la place des Tilleuls.
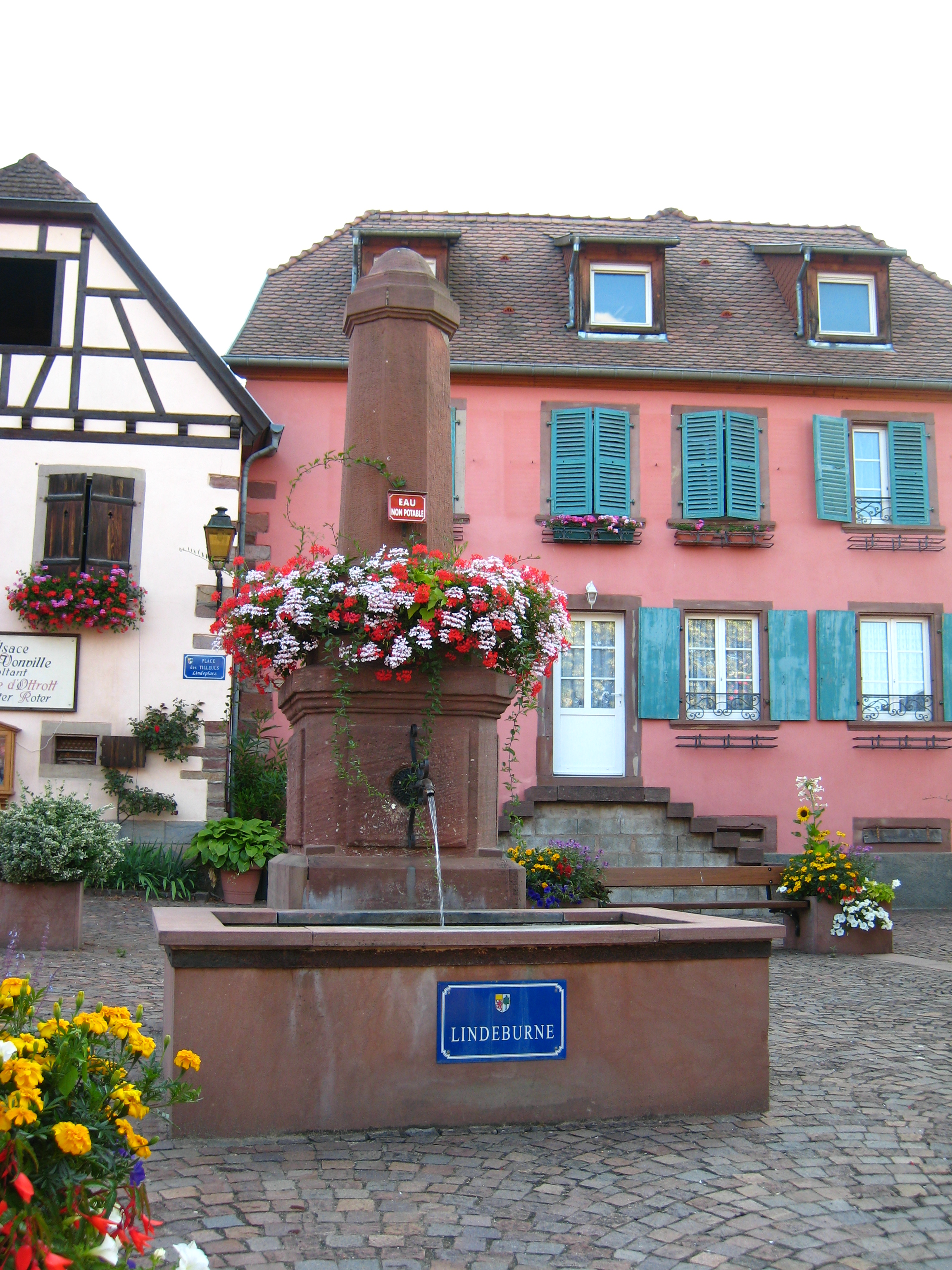
La fontaine de la place des Tilleuls.
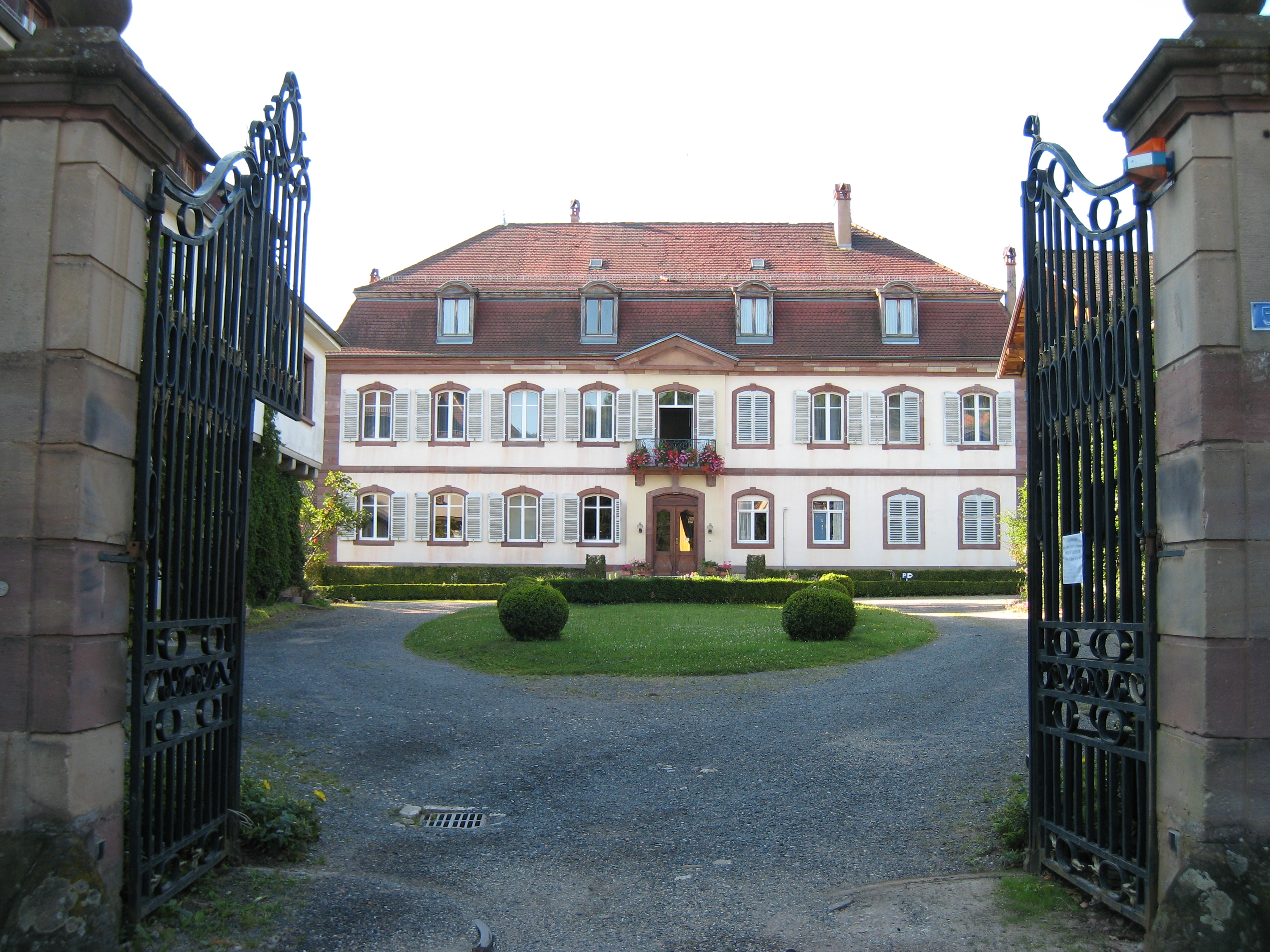
Rue Principale, l'entrée du château du Windeck, abritant aujourd'hui un Foyer de charité.
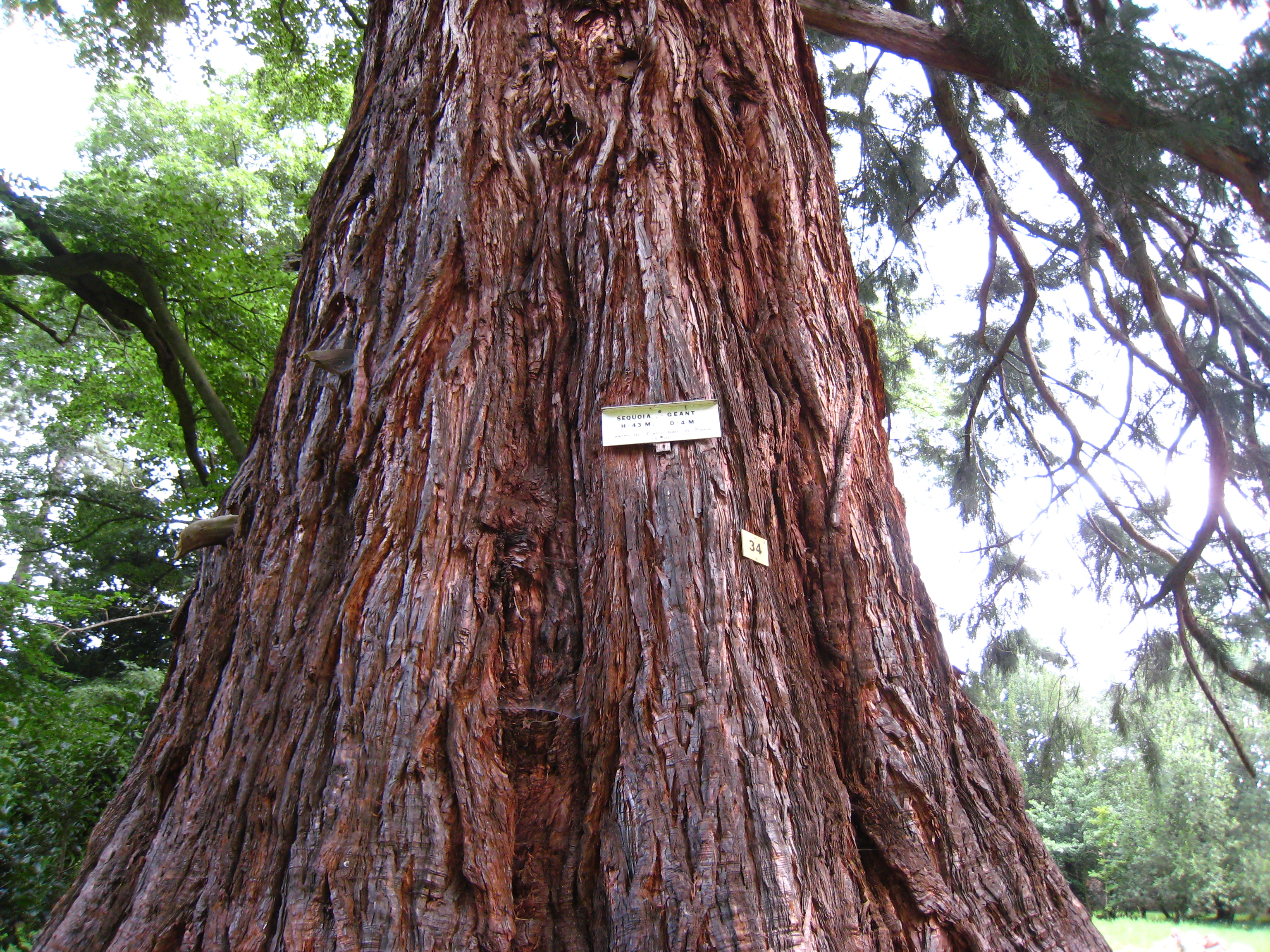
Séquoia géant (hauteur 43 m, diamètre 4 m) dans le parc du Windeck.
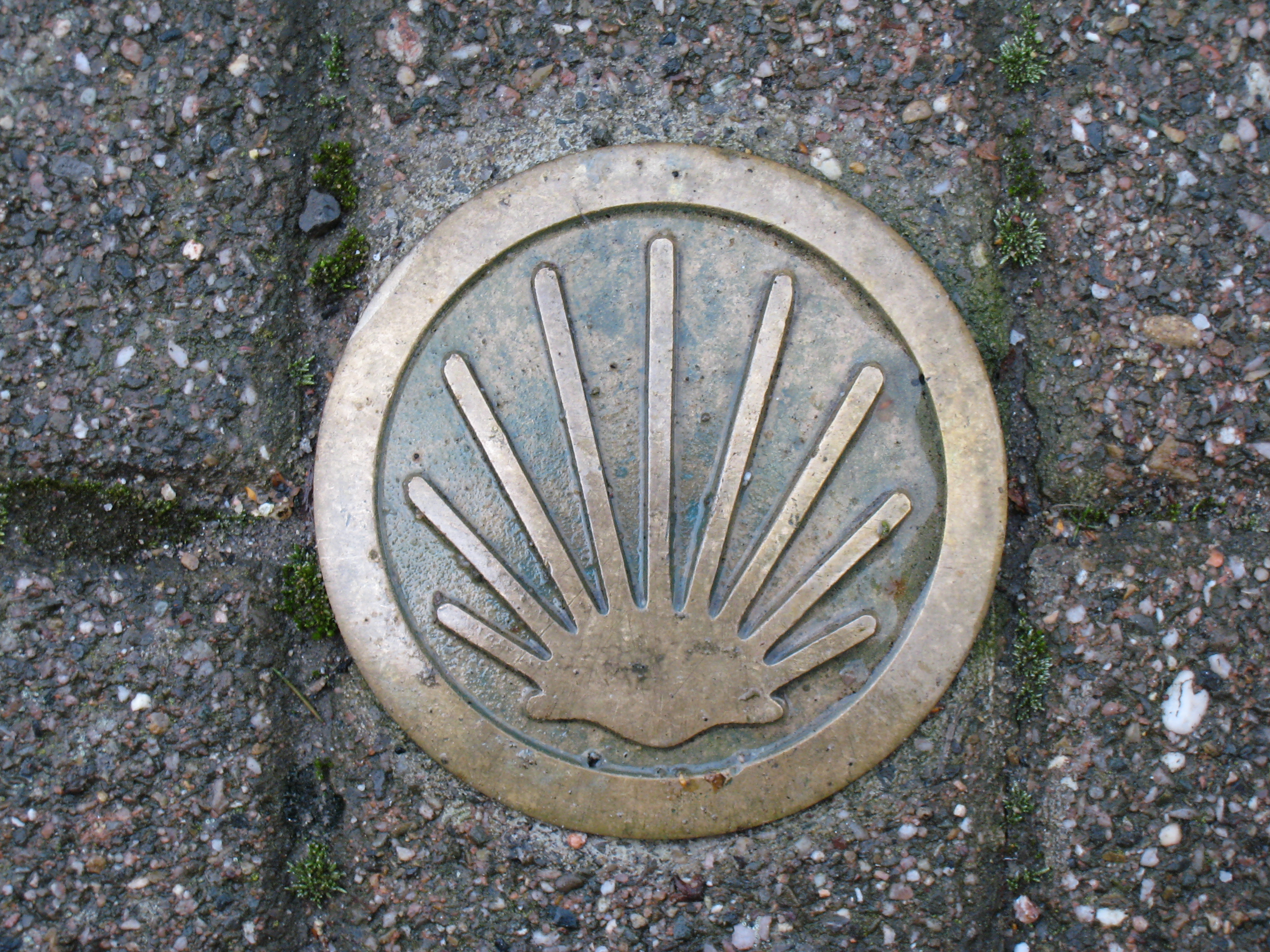
Le symbole du chemin de Saint-Jacques de Compostelle, rue Principale.
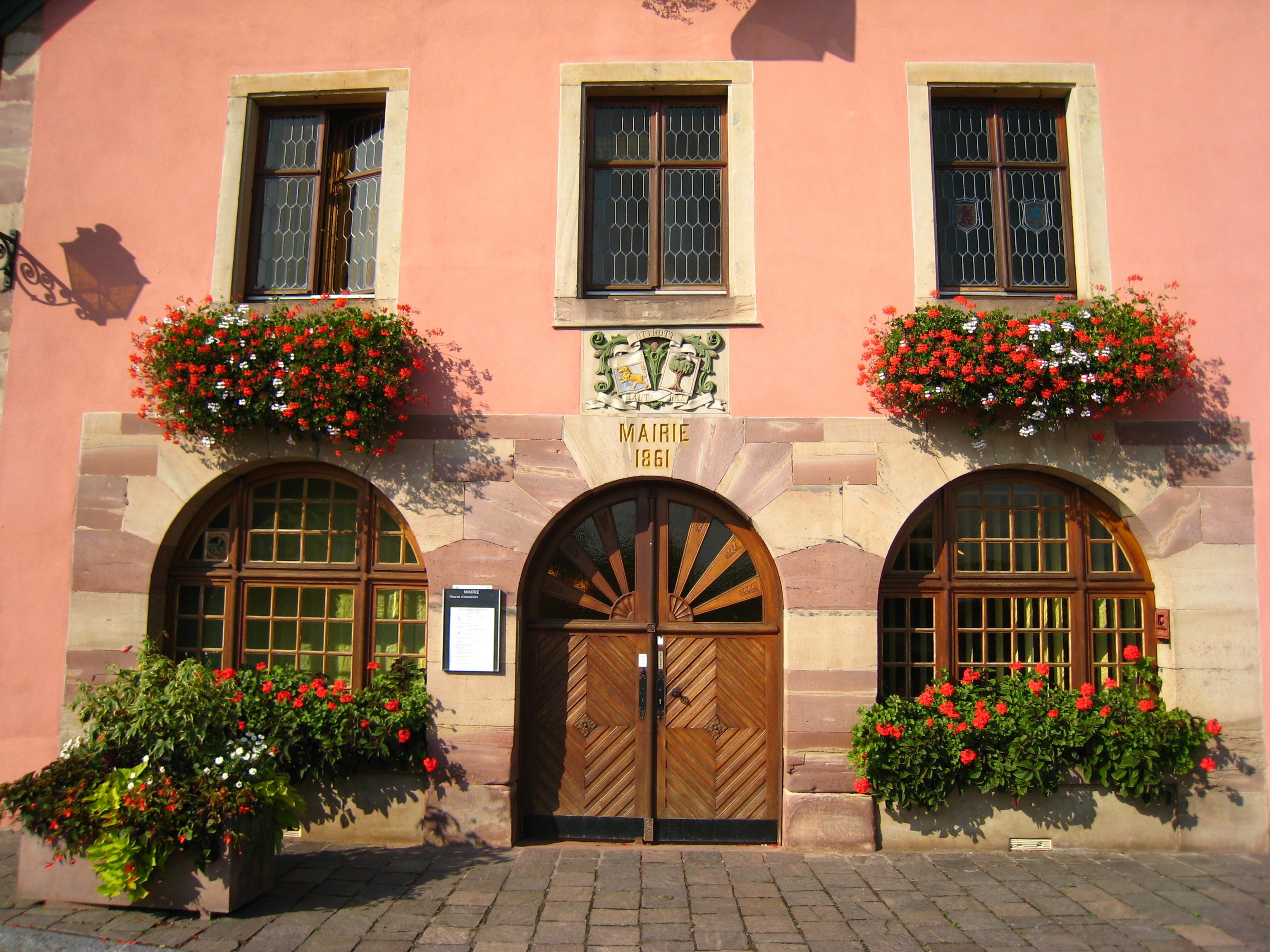
La mairie d'Ottrott.
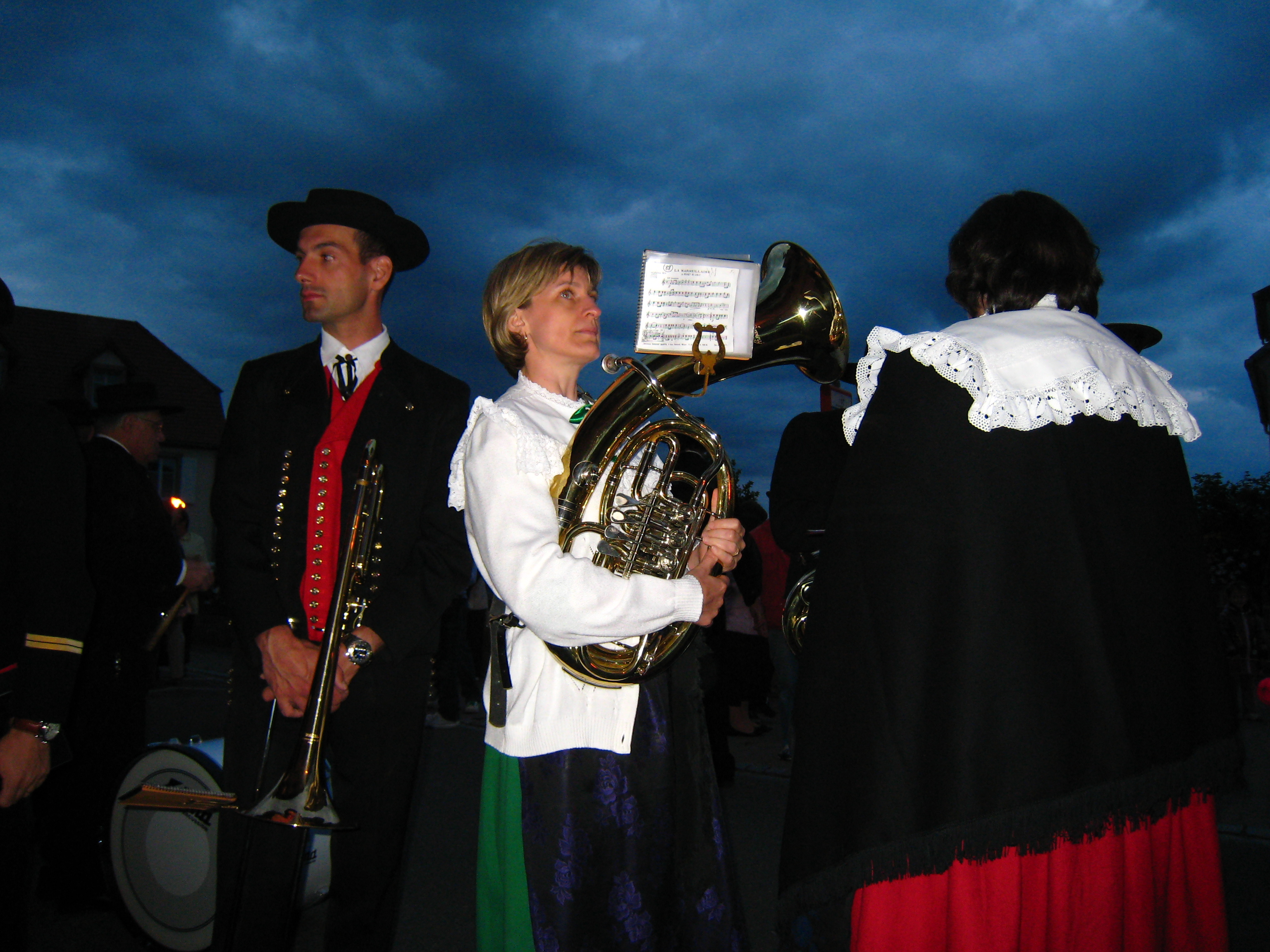
La musique municipale va jouer la Marseillaise au soir du 13 juillet.
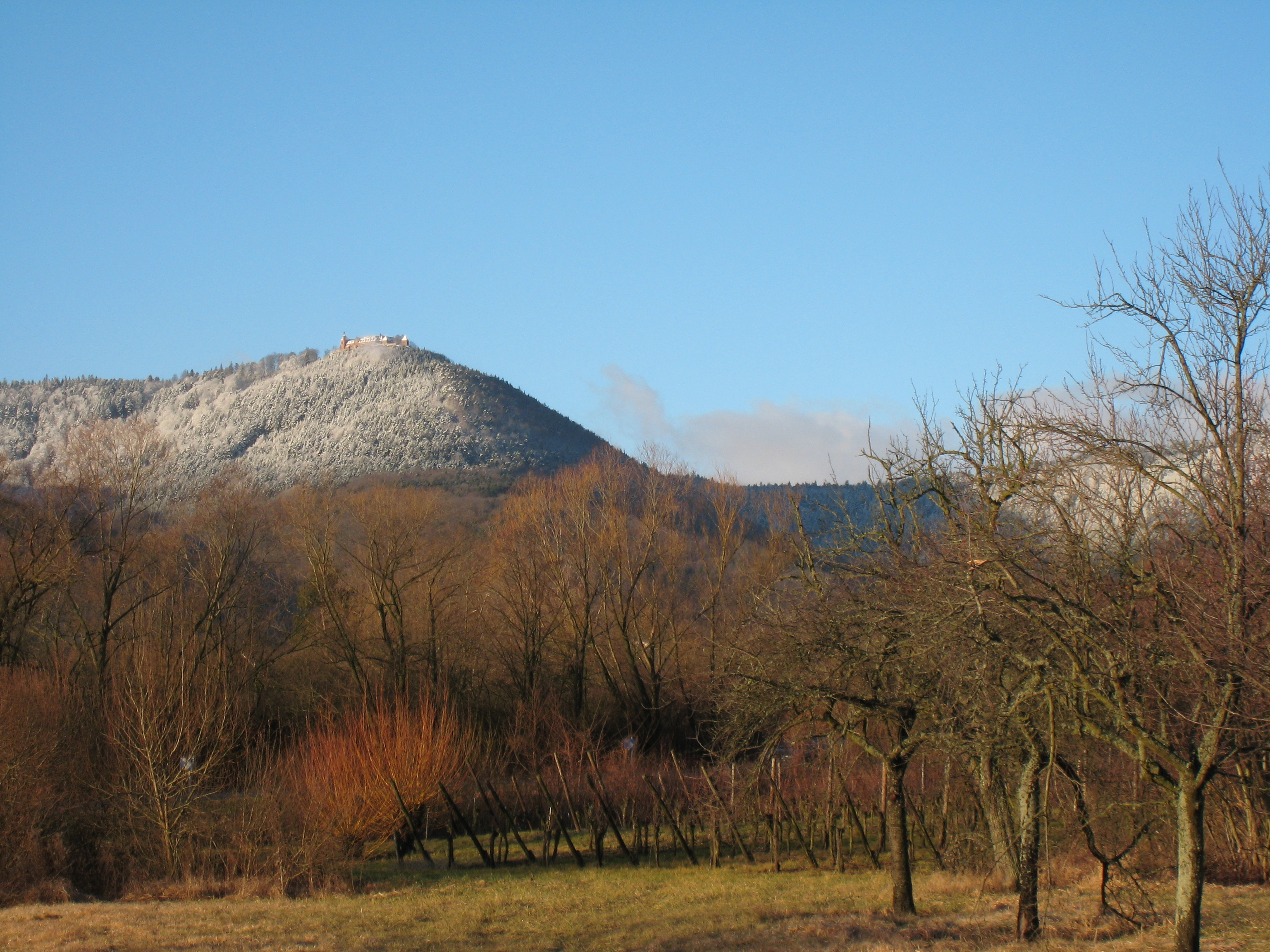
Le mont Sainte-Odile en hiver.

## Politique et administration
Le conseil municipal de la commune d'Ottrott est actuellement constitué de 19 élus dont 4 adjoints.
Ottrott fait partie de la communauté de communes des Portes de Rosheim qui regroupe les 9 communes du canton à savoir Bischoffsheim, Bœrsch, Grendelbruch, Griesheim-près-Molsheim, Mollkirch, Ottrott, Rosenwiller, Rosheim, Saint-Nabor.

### Jumelages
- Seebach im Scharzwald (Allemagne) depuis le 2 juillet 1967[25]. Seebach est située dans le massif de la Forêt-Noire, à l'est de Strasbourg ;
- Saussignac (France) depuis le 24 août 1991.

## Démographie
L'évolution du nombre d'habitants est connue à travers les recensements de la population effectués dans la commune depuis 1793. Pour les communes de moins de 10 000 habitants, une enquête de recensement portant sur toute la population est réalisée tous les cinq ans, les populations de référence des années intermédiaires étant quant à elles estimées par interpolation ou extrapolation. Pour la commune, le premier recensement exhaustif entrant dans le cadre du nouveau dispositif a été réalisé en 2008.

En 2022, la commune comptait 1 594 habitants, en évolution de +2,97 % par rapport à 2016 (Bas-Rhin : +3,17 %, France hors Mayotte : +2,11 %).
| 1793 | 1800 | 1806 | 1821  | 1831  | 1836  | 1841  | 1846  | 1851  |
| ---- | ---- | ---- | ----- | ----- | ----- | ----- | ----- | ----- |
| 733  | 686  | 838  | 1 009 | 1 073 | 1 953 | 1 887 | 1 898 | 1 877 |

| 1856  | 1861  | 1866  | 1871  | 1875  | 1880  | 1885  | 1890  | 1895  |
| ----- | ----- | ----- | ----- | ----- | ----- | ----- | ----- | ----- |
| 1 822 | 1 776 | 1 806 | 1 692 | 1 663 | 1 664 | 1 706 | 1 605 | 1 548 |

| 1900  | 1905  | 1910  | 1921  | 1926  | 1931  | 1936  | 1946  | 1954  |
| ----- | ----- | ----- | ----- | ----- | ----- | ----- | ----- | ----- |
| 1 416 | 1 459 | 1 371 | 1 275 | 1 214 | 1 186 | 1 183 | 1 171 | 1 115 |

| 1962  | 1968  | 1975  | 1982  | 1990  | 1999  | 2006  | 2008  | 2013  |
| ----- | ----- | ----- | ----- | ----- | ----- | ----- | ----- | ----- |
| 1 043 | 1 074 | 1 115 | 1 303 | 1 501 | 1 513 | 1 622 | 1 649 | 1 567 |

| 2018  | 2022  | - | - | - | - | - | - | - |
| ----- | ----- | - | - | - | - | - | - | - |
| 1 543 | 1 594 | - | - | - | - | - | - | - |

L'évolution démographique d'Ottrott suit le même profil que celui de la plupart des communes du canton, à savoir :
- Une croissance de la population qui atteint son apogée entre 1840 et 1865, limitée par les conditions économiques de l'époque ;
- De 1870 à 1910, une baisse liée à l'exode rural et à l'émigration des Alsaciens-Lorrains qui ont opté pour la France ;
- De 1910 à 1921, on constate les ravages de la Première Guerre mondiale ;
- De 1921 à 1936, stabilisation ;
- En 1941, l'exode, les expulsions par les nazis et les victimes de la Deuxième Guerre mondiale font à nouveau baisser la population.
- À partir de 1960 - année où la population atteint son niveau le plus bas avec environ 1 000 habitants - la croissance démographique reprend grâce au développement des voies de communication, des transports, de l'installation d'entreprises en zone rurale et la création successive de lotissements en 1969, 1971 et 1974.

## Économie
Jusqu'au début du vingtième siècle, les activités de la commune sont restées traditionnelles.
En 1922, les Établissements Frédéric Jacquel de Neuviller-Natzwiller, fleuron de l'industrie textile de la vallée de la Bruche, créent un atelier de tissage à Ottrott, au lieu cadastré Bachscheid. Le long bâtiment, au toit d'usine à sheds abritant l'atelier, compte une superficie de plus de 2 300 m2. Du fait de la crise du textile des années 1960, l'entreprise propriétaire du tissage fusionne dans un premier temps avec la société Sincotex, puis est reprise par le groupe textile Willot. L'atelier d'Ottrott est définitivement fermé en 1969, l'activité et les emplois étant partiellement transférés vers l'établissement de Dinsheim-sur-Bruche. Les locaux existent toujours, situés derrière le Domaine des Naïades.
Dans les années 1960, la municipalité a renoncé à l'implantation d'activités industrielles afin de préserver son cadre rural exceptionnel et a fait le choix du tourisme en favorisant l'installation d'établissements hôteliers et de restaurants. Le tourisme est devenu le moteur de l'activité de la commune.

## Services de proximité et activités

### Services de proximité
Hôtels-restaurants, restaurants, alimentation supérette, boulanger, pâtissier-chocolatier, coiffeur, associations locales, banque mutualiste, La Poste, Les Naïades aquarium, office de tourisme, Ottrott Tennis Club, Foyer de Charité.

### Activités
Couvreur-zingueur, pharmacien, BTP, électricien, chauffagiste, garagiste, menuisier, médecins généralises, dentiste, métallier, viticulteurs, taxi.

### Cyclisme et éco-tourisme
La ville d'Ottrott est également une étape de la voie verte qui relie Rosheim à Saint-Nabor ouverte en 2019. Elle possède une station de gonflage pour les pneus de vélo ainsi que d'anciennes installations ferroviaires non loin de l'ancienne gare : quatre vérins, une grue de soulevage et une plateforme de pesée de wagons.

## Vie locale
Les associations locales et la municipalité d'Ottrott organisent des événements tout au long de l'année :
- Le Gala de la Confrérie et les Sangliers à la broche de la Confrérie de la Corne, confrérie bachique qui promeut le Rouge d'Ottrott ;
- La Randonnée gourmande ottrottoise, pédestre et conviviale dans le village et ses environs (ASO) ;
- La Course des Châteaux, circuits de course à pied de 5 et 10 km dans le village et le vignoble (CLDO) ;
- Le Circuit des myrtilles, circuits cyclistes sur route et VTT en forêt (CLDO) ;
- Ottrott en fête, toutes les années impaires (ACSO) ;
- La commémoration de la fête nationale et la retraite aux flambeaux ;
- Les soirées du Théâtre alsacien ;
- Les aubades de la Musique municipale d'Ottrott ;
- Les Visites guidées de l'Office de tourisme ;

## Lieux et monuments
- Les carrières d'Ottrott-Saint-Nabor.
- Le château d'Altkeller.
- Le château du Birkenfels, XIIIe siècle.
- Le château de Dreistein, XIIIe siècle.
- Le château du Hagelschloss, XIIIe siècle.
- Le château du Kagenfels, XIIIe siècle.
- Le château de Koepfel.
- Le château du Bas-Ottrott, motte castrale surmontée d'une tour en maçonnerie[32], dans le parc d'une demeure du XVIIIe siècle.
- Le château de Lutzelbourg, XIIIe – XVe siècle.
- Le château de Rathsamhausen, XIIIe – XVe siècle.
- Le château de Windeck, milieu du XVIIe siècle, agrandi au XIXe siècle.
- La chapelle Saint-Nicolas, fin XIIe siècle.
- L'église Saints-Simon-et-Jude, 1771.
- Le mont Sainte-Odile.
- Le monument « Lancaster » à la Saegmuhlmatt[Note 7], érigé à la mémoire de l'équipage du bombardier Avro Lancaster no NE 164 abattu dans la nuit du 28 au 29 juillet 1944[33].
- Le mur païen.
- La pierre druidique d'Ottrott, mégalithe.

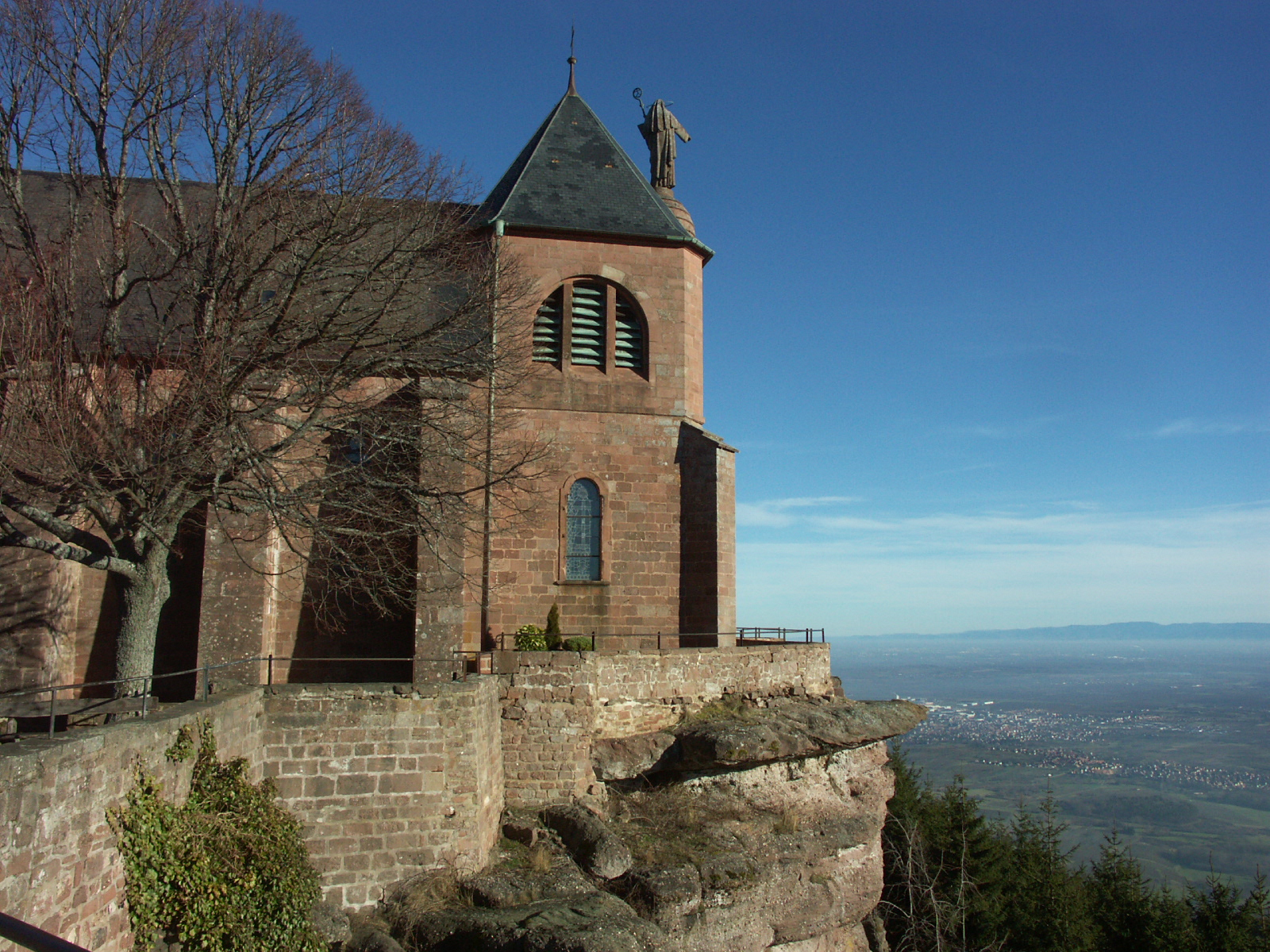
La basilique du mont Sainte Odile et Ottrott en contrebas.
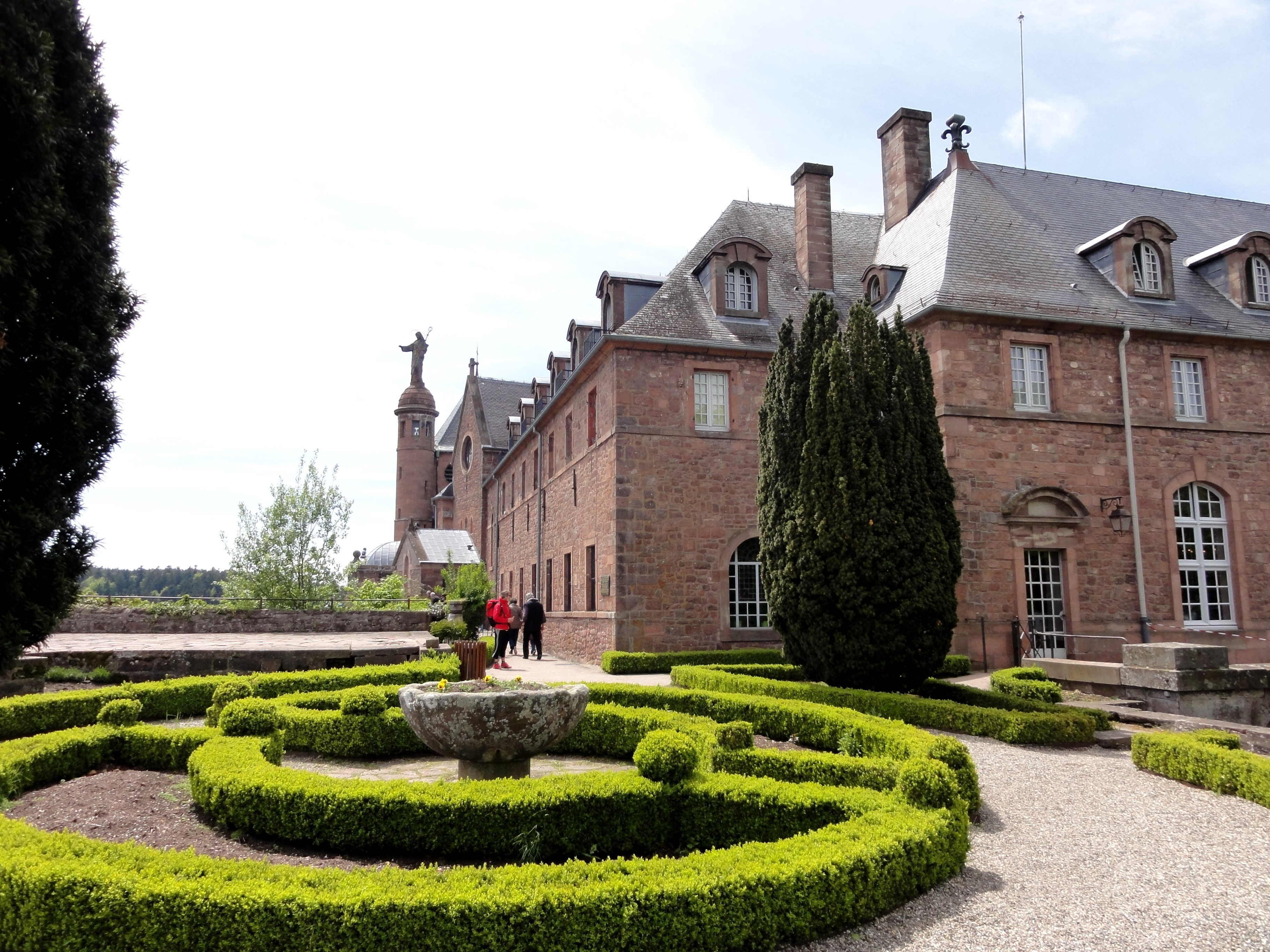
Le couvent du mont Saint Odile vu du jardin.
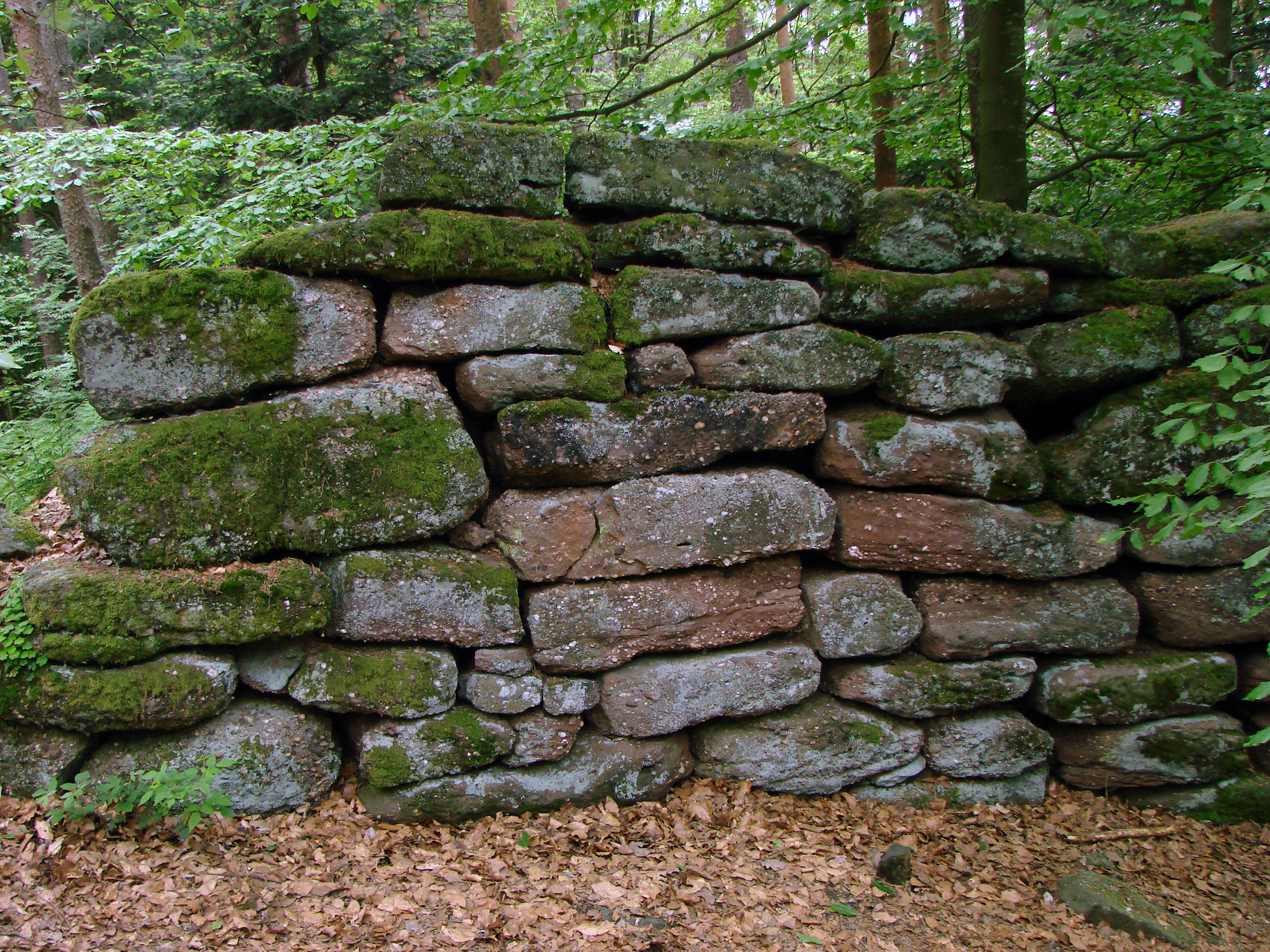
Une portion de l'énigmatique mur païen, qui entoure le mont Sainte-Odile.
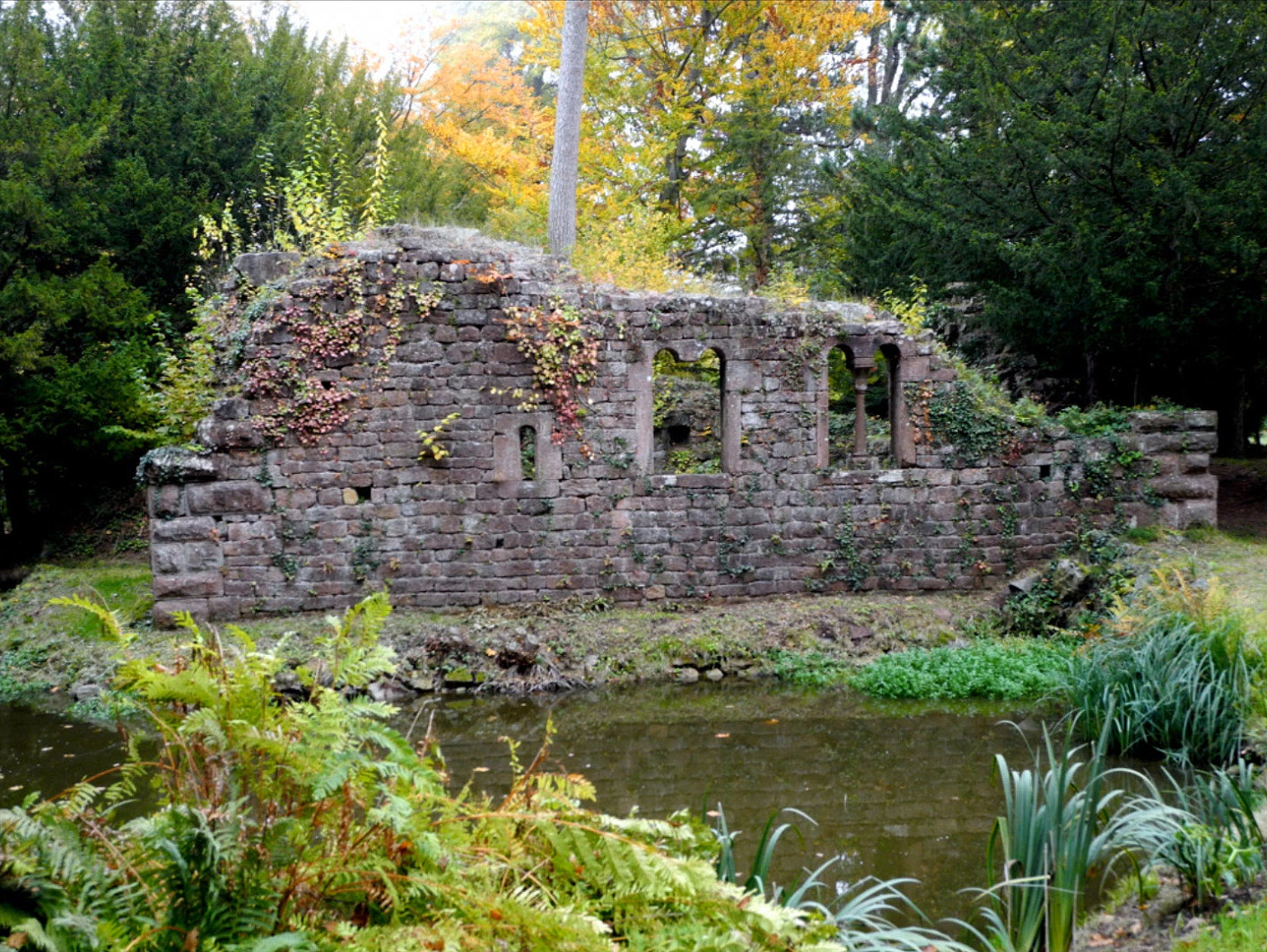
Le château d'Altkeller.
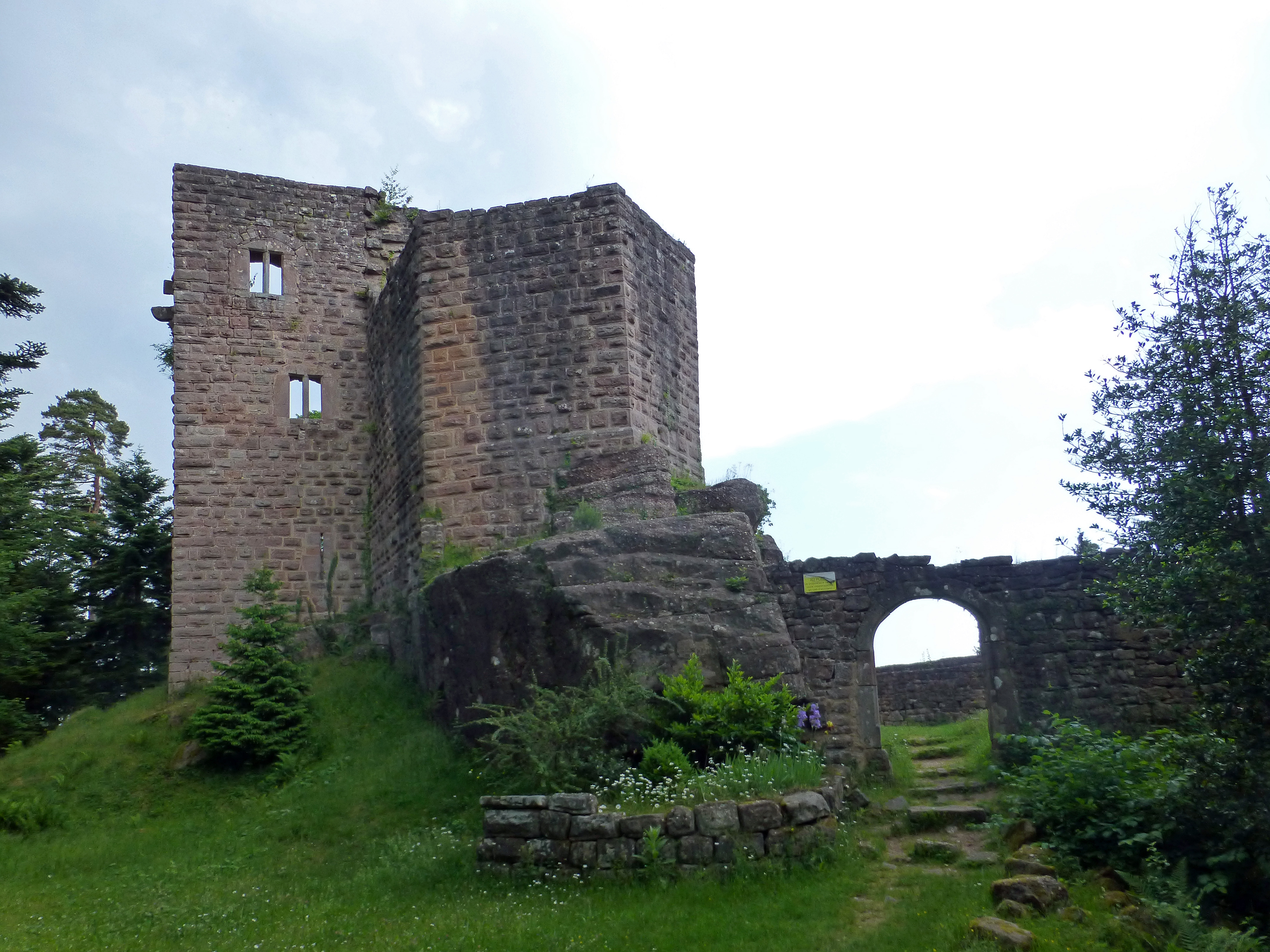
Le château du Birkenfels.
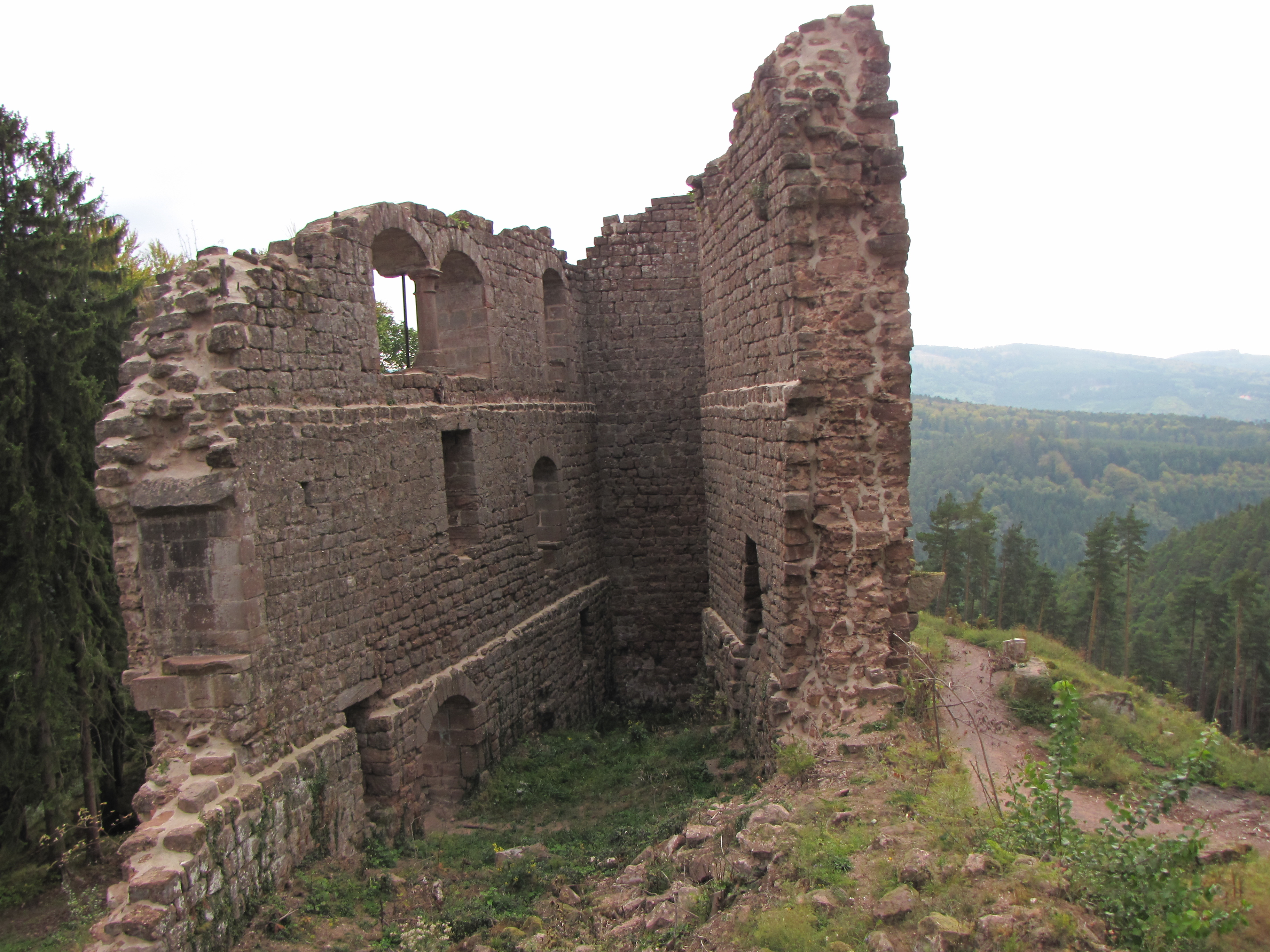
Le château de Dreistein.
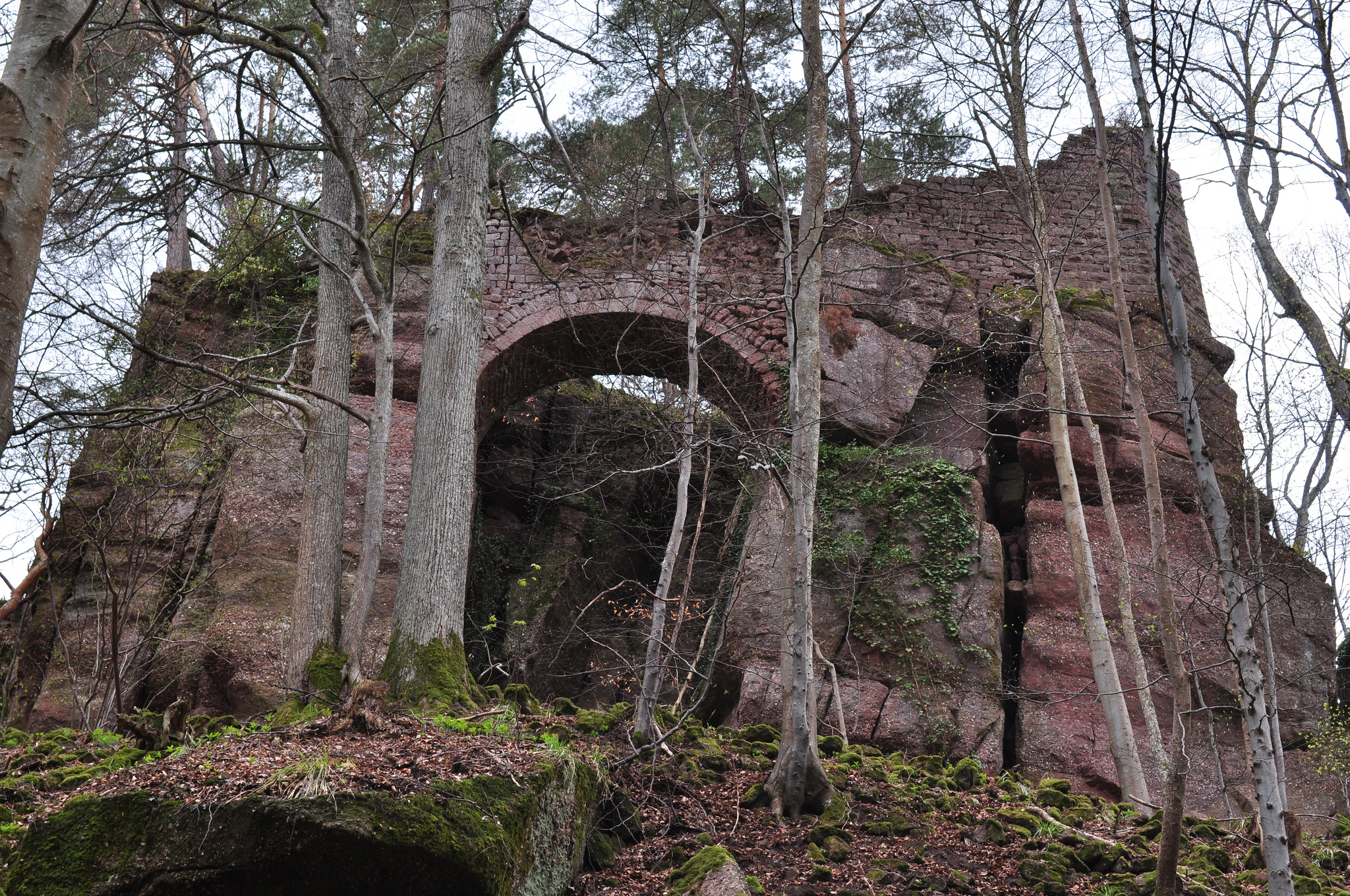
Le château du Hagelschloss.
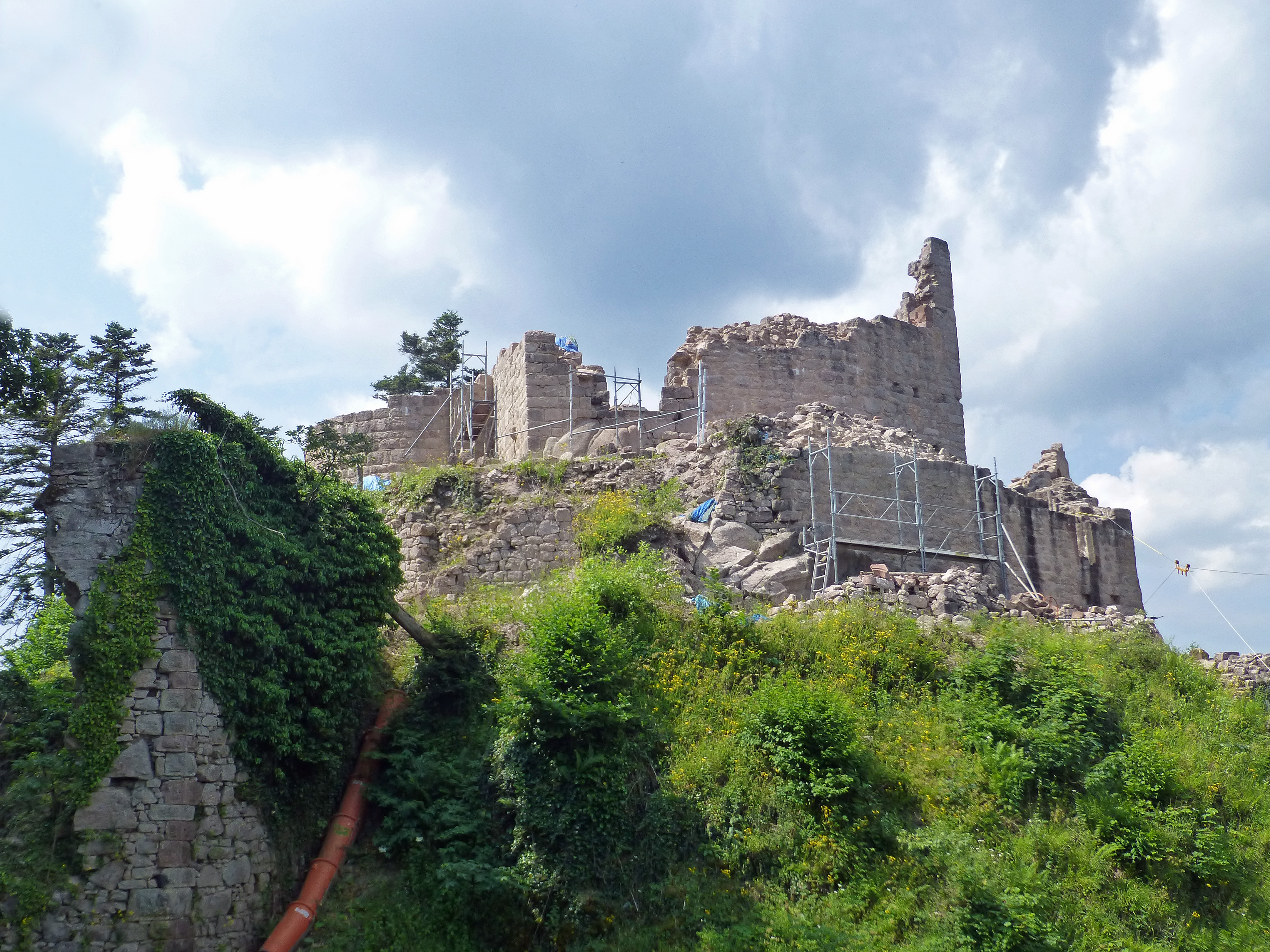
Le château du Kagenfels en cours de restauration.
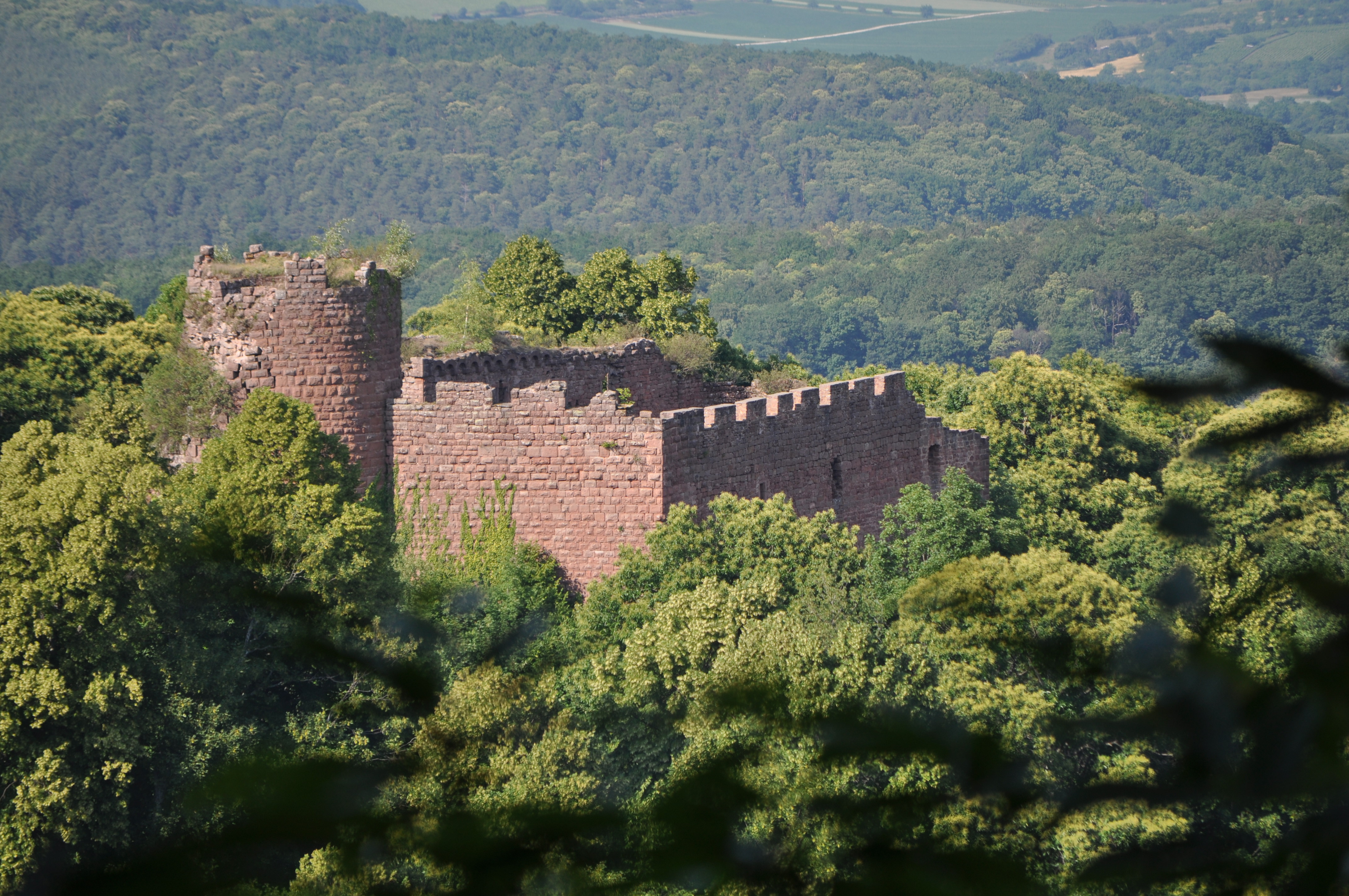
Le château de Lutzelbourg.
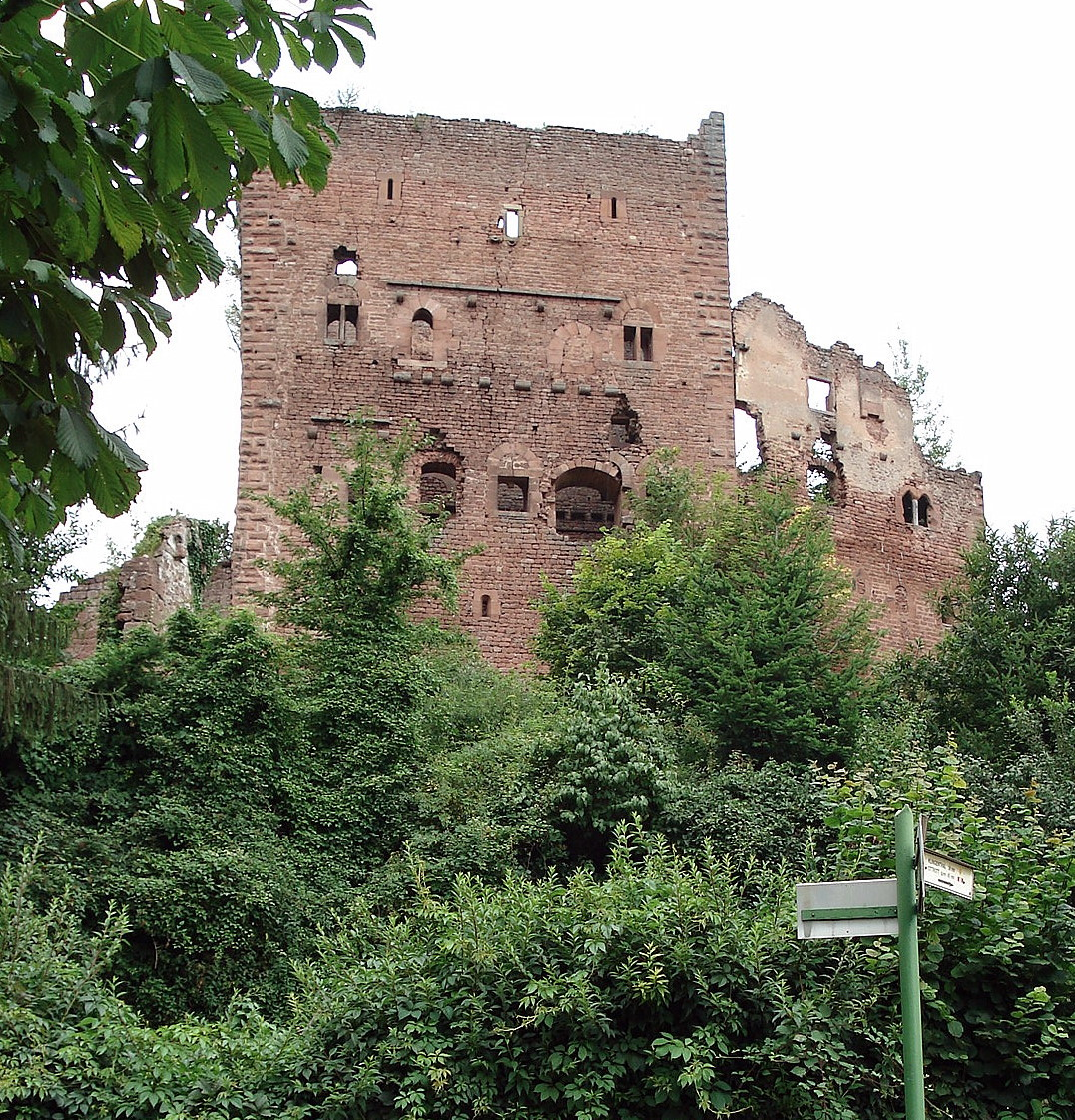
Le château de Rathsamhausen, sur les hauteurs dominant le village d'Ottrott.
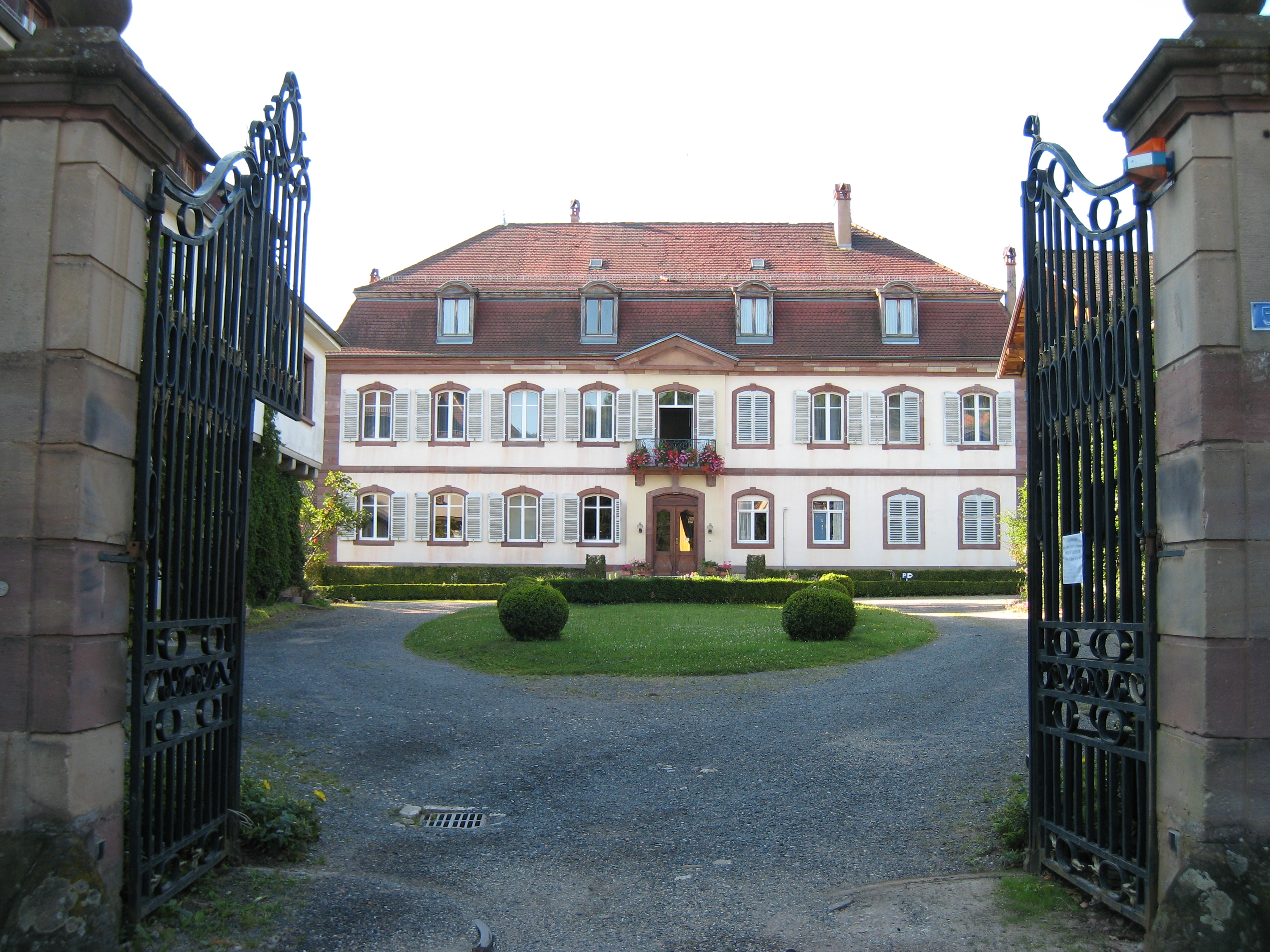
Le château de Windeck.
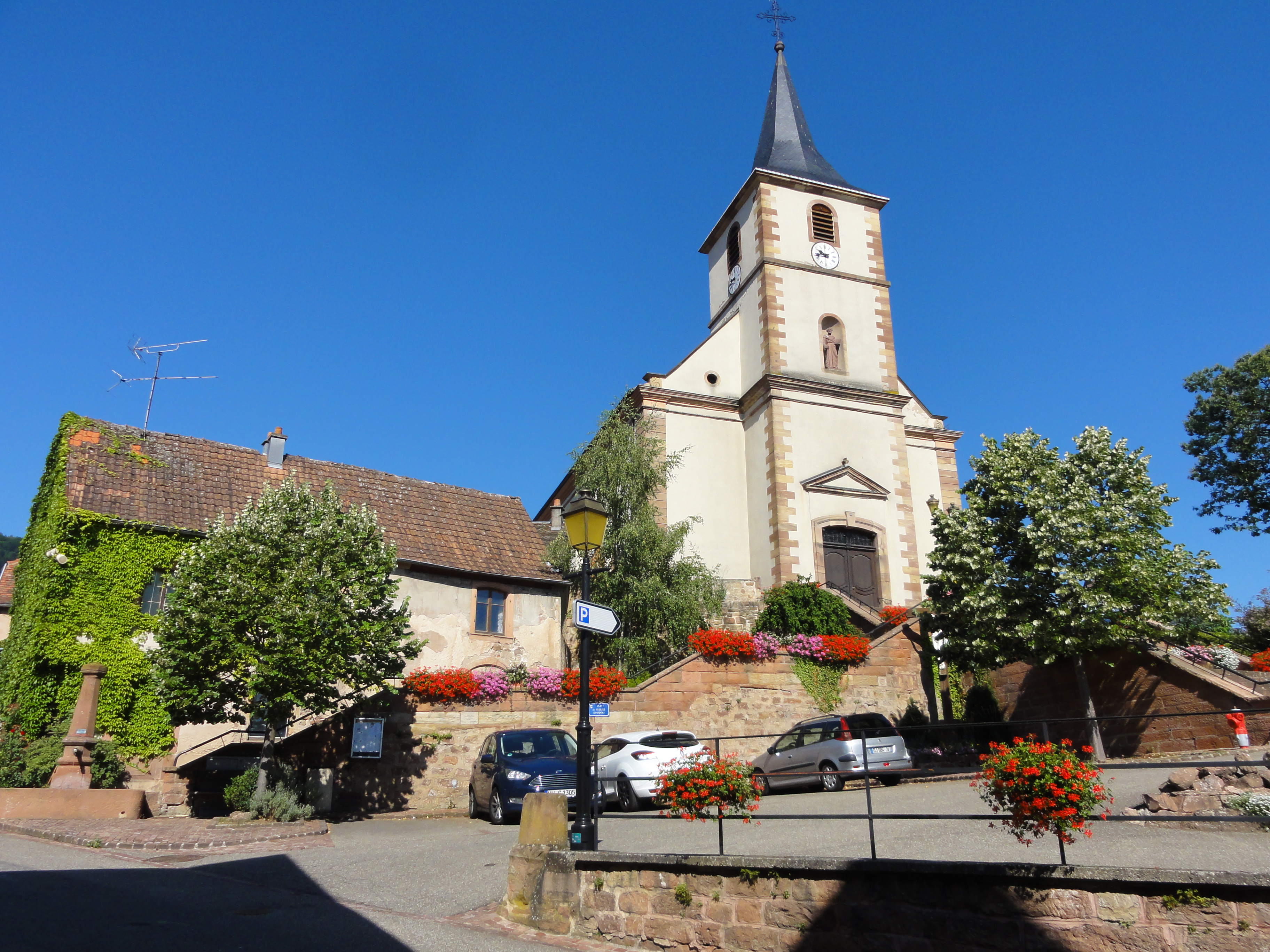
L'église Saint-Simon-et-Jude à Ottrott-le-Haut.

## Personnalités liées à la commune
- Armand Théodore de Dartein : officier, conseiller général, maire d'Ottrott, propriétaire du château du Windeck dont il aménagea le parc en arboretum (1799-1884).
- Charles Greyenbühl : artiste peintre, graveur et imprimeur, élève de Charles Spindler à Saint-Léonard. Il publia des recueils de ses gravures sur bois portant sur divers sujets alsaciens. Il illustra en 1954 l'étude de Frédéric Koritké sur la manufacture d'armes de Klingenthal (né à Ottrott 27/1/1900, Rosheim 3/6/1962).
- Louis Laurent-Atthalin : artiste auteur de 48 croquis remarquables sur Ottrott et ses environs initialement publiés dans Bleistiftsskizzen von Laurent Atthalin aus dem Jahre 1836 (1818-1893).
- Famille Wertheimer : hommes d’affaires et financiers, propriétaires de la marque Chanel, originaires d’une lignée de bouchers, rabbins, et marchands de bétail d’Ottrott-le-Bas.